# Martim Correia de Sá
Martim Correia de Sá (Río de Janeiro, 1575 - Río de Janeiro, 10 de agosto de 1632) fue un militar y noble portugués. Fue hidalgo de Casa Real y comendador de la Orden de Cristo. Fue el primer carioca en gobernar la Capitanía Real de Río de Janeiro. 
Hijo de Salvador Correia de Sá, fue gobernador de la capitanía de Río de Janeiro en dos oportunidades entre 1602 y 1608 y entre 1623 y 1632. En sus gobiernos mejoró las fortificaciones de la ciudad construyendo el Fuerte de Santa Cruz en el sitio donde hoy se levanta la Iglesia de Santa Cruz dos Militares. Organizó una expedición para atacar a los franceses instalados en Cabo Frio y donó a los Franciscanos el morro de Santo Antônio para la construcción de su convento.
Falleció en la ciudad de Río de Janeiro. Su hijo, Salvador Correia de Sá e Benevides también sería gobernador de la capitanía.